# مونیکا پولگار
مونیکا پولگار (اسپانیایی: Mónica Pulgar‎؛ زادهٔ ۱۹ مهٔ ۱۹۷۱) بازیکن زن بسکتبال اهل اسپانیا بود. وی در بازی‌های المپیک تابستانی ۱۹۹۲ شرکت کرده‌است.